# سترمنا گورا
سترمنا گورا (صربی: Strmna Gora}} یک منطقهٔ مسکونی در صربستان است که در ناحیه کولوبارا واقع شده‌است.
 سترمنا گورا  ۱۶۶ نفر جمعیت دارد.